# Vandpolo under sommer-OL 2008
I vandpolo under sommer-OL 2008 bliver der konkurreret om to olympiske titler, én for kvinder og én for mænd. Vandpolo står på det olympiske program for 24. gang ved dette OL i Beijing. Vandpoloturneringen kører i perioden 10. til 24. august. Der deltager tolv herrehold og otte damehold. 